# Mikronesiens flag
Mikronesiens flag blev taget i brug i november 1979. Flagets blå farve repræsenterer Stillehavet, mens de fire stjerner repræsenterer føderationens fire øgrupper: Chuuk, Pohnpei, Kosrae og Yap.
Farven blå er næsten identisk med FN's flag, som er en påmindelse om øgruppens tidligere status som en del af USA's mandatområde i Stillehavet, Trust Territory of the Pacific Islands. Her var fra 1965 et lignende flag med seks stjerner i brug. Øen Kosrae var dengang en del af Pohnpei, og disse var derfor kun repræsenteret med en stjerne. De tre tilbageværende stjerner repræsenterede Palau, Marshalløerne og Nordmarianerne, som ikke valgte at blive en del af den nye føderation.